# Sébastien Zoude
Pour les articles homonymes, voir Zoude.
 (mars 2012).
Si vous disposez d'ouvrages ou d'articles de référence ou si vous connaissez des sites web de qualité traitant du thème abordé ici, merci de compléter l'article en donnant les références utiles à sa vérifiabilité et en les liant à la section « Notes et références ».
Sébastien  Zoude (Namur, 8 octobre 1707 - Molenbeek-Saint-Jean, 20 août 1779) est un pionnier de l’industrie du verre dans les Pays-Bas autrichiens. Cet industriel de Namur crée son entreprise en 1753, avant la manufacture de cristal située à Baccarat ou les cristalleries du Val-Saint-Lambert. Avant aussi Aimé-Gabriel d'Artigues et les cristalleries de Vonêche. Sébastien Zoude produit du cristal luxueusement taillé, et il concurrence les cristalleries anglaises, en particulier Waterford. En partie grâce à son travail, au siècle suivant, au XIXe siècle, l’industrie verrière wallonne constituera le troisième principal pôle de développement de l’industrie belge derrière l’industrie charbonnière et l’industrie sidérurgique et elle constituera un centre mondial de production verrière.

## Biographie

### Sa famille
Sébastien Zoude est le fils de Pierre Zoude (1671-1708), maître-batelier, et de Martine Parmentier. Son oncle Michel Zoude est maître de forges et échevin de Namur.
Le 24 novembre 1749, Sébastien Zoude est changeur, bourgeois et juré de Namur.
La fabrication du verre dans la province de Namur est une branche très ancienne de l’industrie, comme nous le prouvent les collections de verres du musée archéologique de Namur, du musée d’art ancien et du musée de Groesbeek-de-Croix. Mais, dans les îles Britanniques, c’est le procédé du cristal qui est déjà connu depuis la fin du XVIIe siècle. En effet, la fabrication du vrai cristal est mise au point pour la première fois en Angleterre en 1676 par George Ravenscroft.
La production du cristal à Namur connaît un développement notable à partir du milieu du XVIIIe siècle, époque à laquelle François de Colnet, héritier d’une lignée de verriers, crée une cristallerie à proximité de Saint-Martin, en dehors de la porte de Buley, à Namur, en 1743. Mais cette cristallerie n’est en réalité qu’une verrerie[réf. nécessaire] et l’entreprise ne survit pas à la mort de son fondateur et l’installation est vendue à Sébastien Zoude. En 1745, ce dernier entreprend plusieurs voyages[Où ?] afin d’étudier les différentes techniques de fabrication du verre et de se familiariser avec le métier.
Le 9 juin 1753, Sébastien Zoude obtient, soutenu par Charles-Alexandre de Lorraine, de l’impératrice Marie-Thérèse Ire de Hongrie, un octroi l’autorisant à construire une cristallerie sur le site voisin de la porte de Gravière. Après d’intenses recherches et des contacts avec des verriers anglais dont l’un travaille à la verrerie de Namur, il met au point une formule proche ce celle du cristal plombeux anglais. Il adapte la production aux conditions existantes dans les Pays-Bas autrichiens et améliore rapidement les techniques de fabrication. Les usines vont alors se multiplier à proximité des charbonnages qui fournissent un combustible bon marché.
La fabrication du verre dans la province de Namur est pour produire du verre au plomb plus généralement appelé cristal. Ce verre est composé de 1/6e de potassium, 2/6e de minium, 3/6e de silice. Le manque de bois oblige Zoude à avoir recours au charbon, il doit adapter ses techniques et met au point le système de la fusion à pots couverts. La fumée dégagée par le charbon n’altère alors plus la couleur du verre.
Zoude ne fabrique pas de verre pressé et ne produit que du cristal luxueusement taillé. Il bénéficie même de la clientèle de Charles-Alexandre de Lorraine.
Sébastien Zoude est le premier producteur de cristal sur le continent, notamment de 1761 à 1776, comme le confirment ses achats de minium. Son catalogue manuscrit, daté de 1762, appartient à la collection Raymond Chambon et est aujourd’hui conservé au Corning Museum of Glass à New York. Il contient 460 pièces différentes allant de l’objet ordinaire au plus luxueux. Les prix sont moins élevés que les productions anglaises.
Le nom des Zoude occupe une place de choix dans les annales de la vie économique de la province. Dans l'histoire du sillon Sambre-et-Meuse, la verrerie est avec le charbon et la métallurgie un secteur majeur de l'activité industrielle. Forte d'une tradition verrière millénaire, cette région devient, au XIXe siècle un centre mondial de production, réputé tant par la qualité des produits que par le savoir-faire de ses verriers. Ce rayonnement international, elle le doit à la somptuosité de ses cristaux, issus des cristalleries de Zoude (Namur), de Vonêche et du Val-Saint-Lambert.

### Descendance
Cette dynastie de maîtres verriers développe ses activités à Namur pendant plus d'un siècle, c'est-à-dire de 1753 à 1867.
Sébastien Zoude se marie avec Marguerite Pétiaux (1712-1785). Cette dernière dirige l’entreprise, à la suite de l’internement de son mari dans une maison pour malades mentaux aisés à Bruxelles. Zoude a sans doute été victime d’un empoisonnement au plomb.[réf. nécessaire] Après le décès de Marguerite Pétiaux, en 1785, les frères Zoude décident de créer une entreprise familiale. Durant cette période, à cause de la qualité des verres livrés, l’entreprise n’a rien fait d’autre que survivre. Parmi les enfants de Sébastien, François (1737-1797), dirige l’entreprise de 1787 à 1796, et son épouse Marie-Christine Jehu de 1796 à 1818. Leur fils Louis Zoude, prend leur succession. Après trois générations, la société est absorbée par les cristalleries du Val-Saint-Lambert en 1879.